# رالف اوسم
رالف اوسم (انگلیسی: Ralf Aussem؛ زادهٔ ۱ سپتامبر ۱۹۶۰) بازیکن فوتبال اهل آلمان است.
از باشگاه‌هایی که در آن بازی کرده‌است می‌توان به باشگاه فوتبال اس‌سی فورتونا کلن، باشگاه فوتبال کلن، و باشگاه فوتبال هانوفر ۹۶ اشاره کرد.